# Млиниська (Тернопільський район)

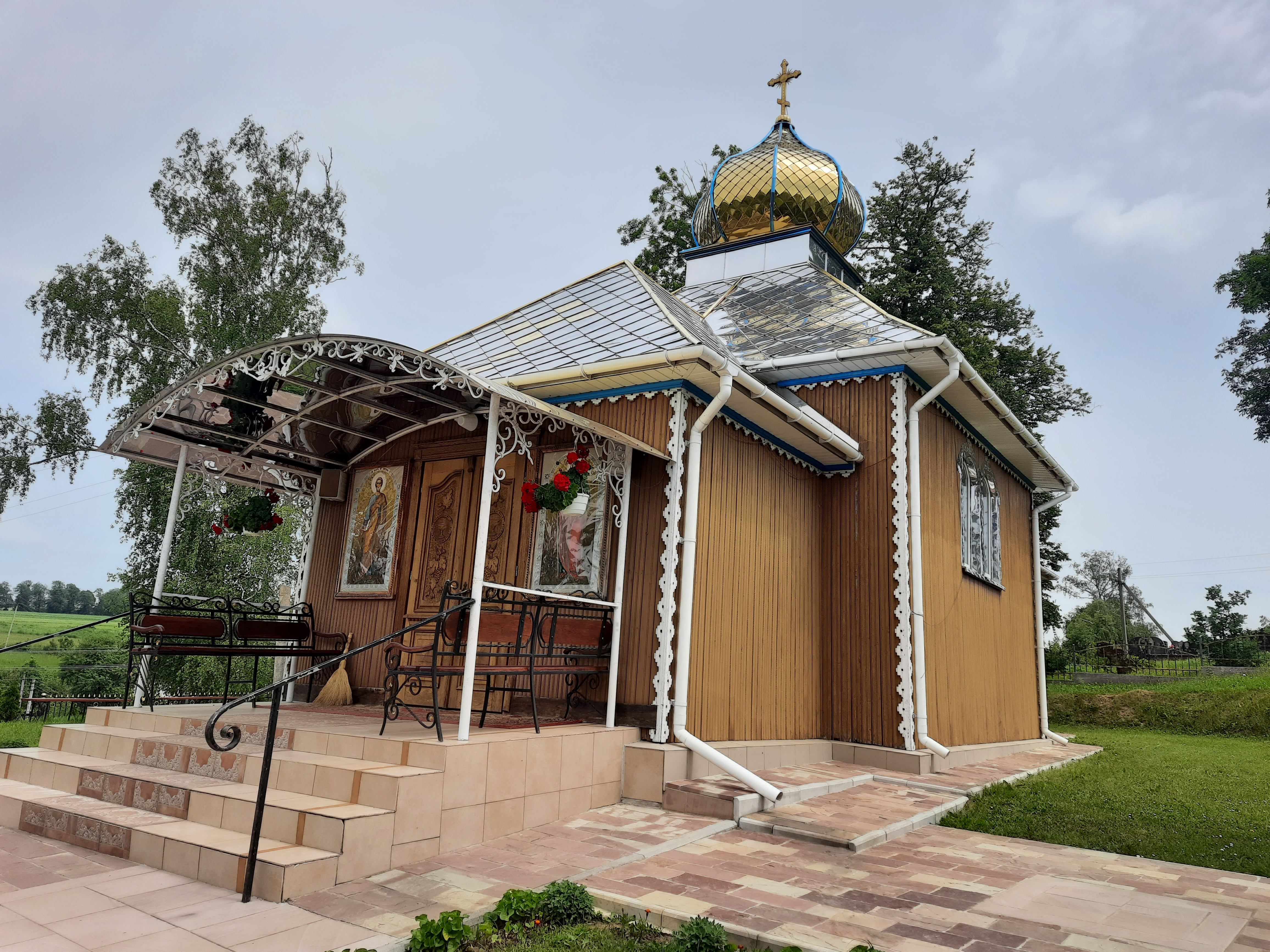
Церква Введення

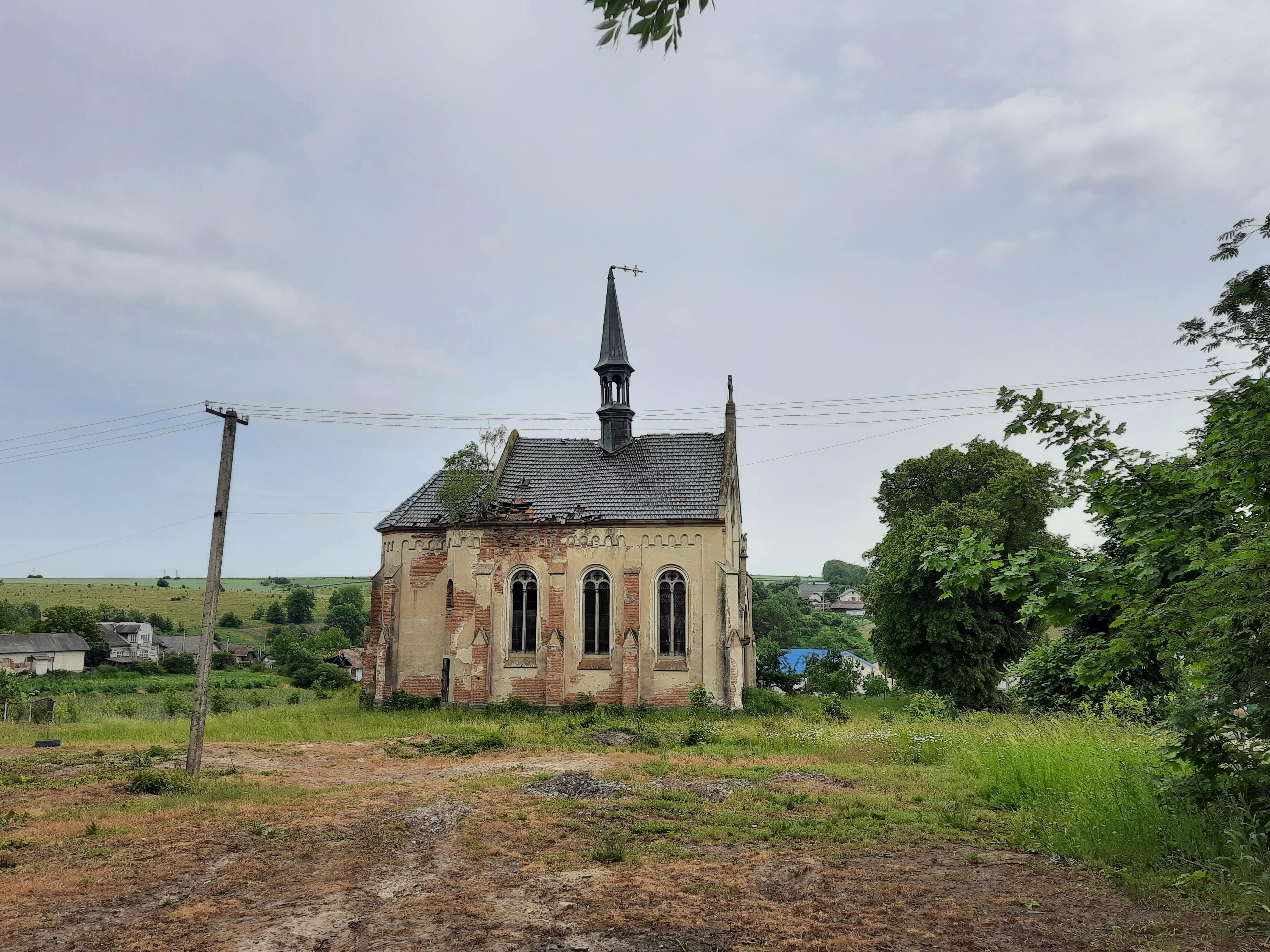
Костел

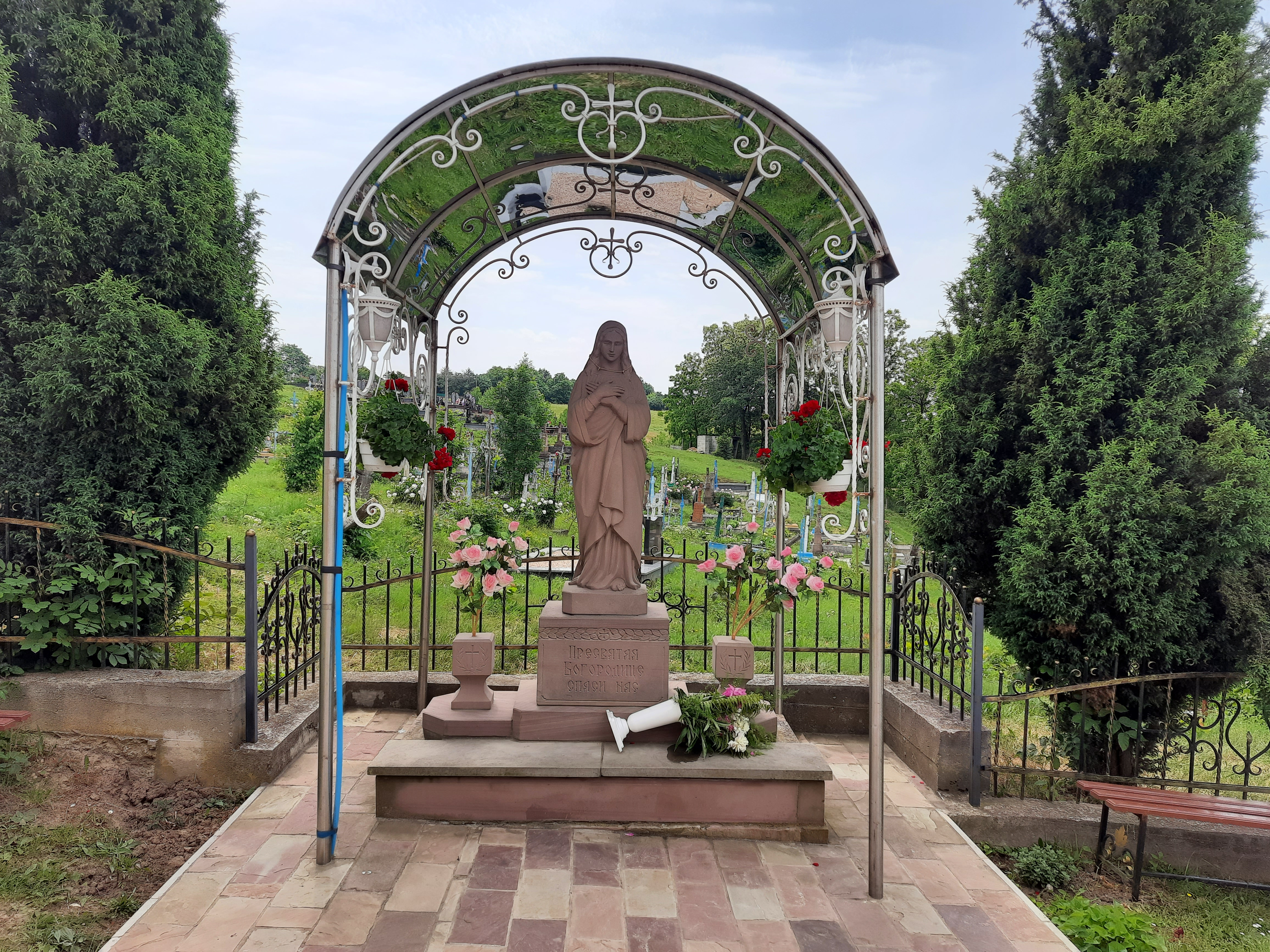
Статуя Божої Матері

Млини́ська — село в Україні, у Теребовлянській міській громаді Тернопільського району Тернопільської області. До 2020 підпорядковане Кобиловолоцькій сільраді. 
Населення — 438 осіб (2001).

## Історія
Поблизу села виявлено золоту римську монету поч. 4 ст. Перша писемна згадка — 1508.
1846—1847 майже все населення вимерло від епідемії холери.
1 серпня 1934 року в рамках реформи на підставі нового закону про самоуправління (23 березня 1933 року) увійшло до нової сільської гміни Янів (Трембовлянський повіт Тернопільського воєводства).
В 1939 р. в селі було 880 жителів — 170 українців-грекокатоликів, 685 українців-римокатоликів, 20 поляків, 5 євреїв.
У Млиниськах був панський палац (згорів 1945). Діяли «Просвіта» та інші товариства.
12 червня 2020 року, відповідно до розпорядження Кабінету Міністрів України № 724-р «Про визначення адміністративних центрів та затвердження територій територіальних громад Тернопільської області» увійшло до складу Теребовлянської міської громади.
19 липня 2020 року, в результаті адміністративно-територіальної реформи та ліквідації Теребовлянського району, село увійшло до складу Тернопільського району.

## Мікротопоніми
- Поле Бричуха[5].
- Поле Довгі гони
- Гора Боднарка
- Дорога Палацова лінія (по цій дорозі їздив Млиниський пан Віктор до Буданова,а в іншу сторону до Кобиловолок)

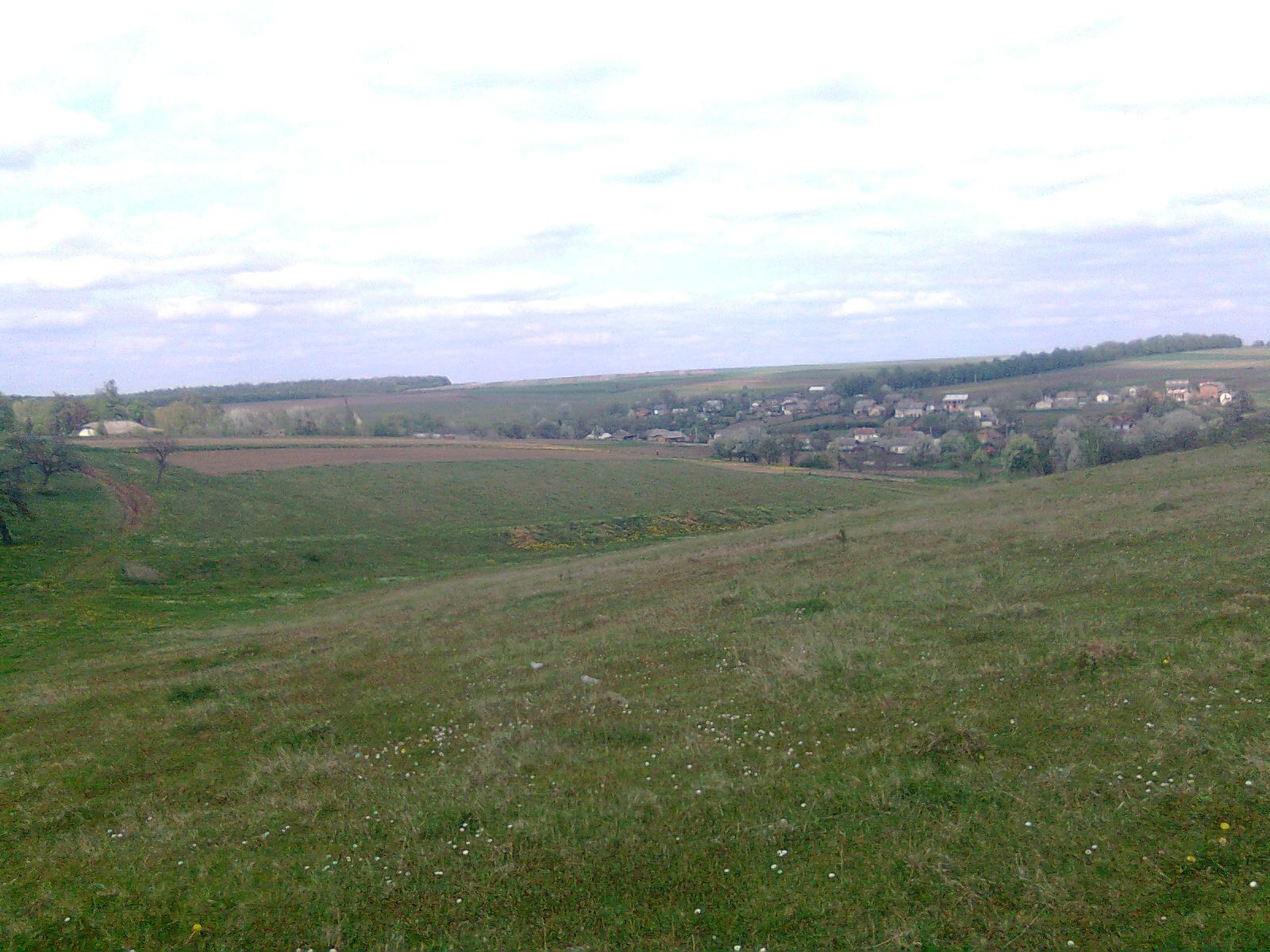
Вид на село з гори Боднарка

## Політика

### Парламентські вибори, 2019
На позачергових парламентських виборах 2019 року у селі функціонувала окрема виборча дільниця № 610842, розташована у приміщенні клубу.
Результати
- зареєстровано 296 виборців, явка 66,22%, найбільше голосів віддано за «Слугу народу» — 42,93%, за Всеукраїнське об'єднання «Батьківщина» — 17,28%, за Радикальну партію Олега Ляшка — 11,52%.[6] В одномандатному окрузі найбільше голосів отримала Алла Стечишин (самовисування) — 39,89%, за Ігоря Сопеля (Слуга народу) — 25,00%, за Миколу Люшняка (самовисування) — 17,02%[7].

## Поширені прізвища
Грохольський, Давискиба, Карпович, Пейс, Шалабей.

## Пам'ятки
- Костьол (18 ст.)
- Церква Введення у Храм Пречистої Діви Марії (18 ст, дерев'яна)[8].
- Зберігся панський парк, у якому є багато 100-річних, та навіть 200-річних дубів, є 3 червоні буки, також на території парку є старий льох (засипаний за часів СРСР) — подейкують, що від нього і до костьолу проритий підземний хід завдовжки 250 м. (Див. також «Залишки старовинного парку в с. Млиниська»).

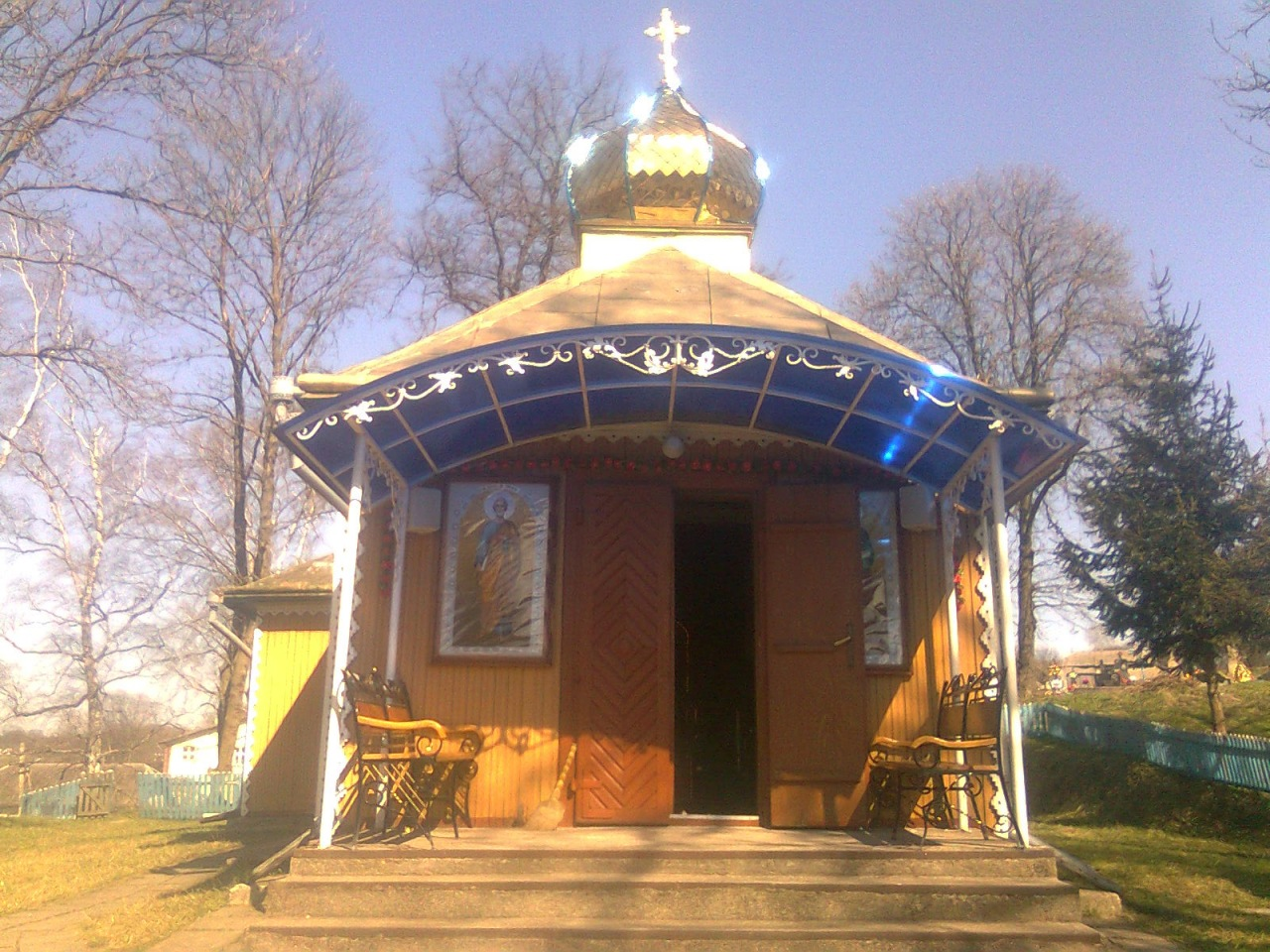
Вхід у церкву Введення у Храм Пречистої Діви Марії
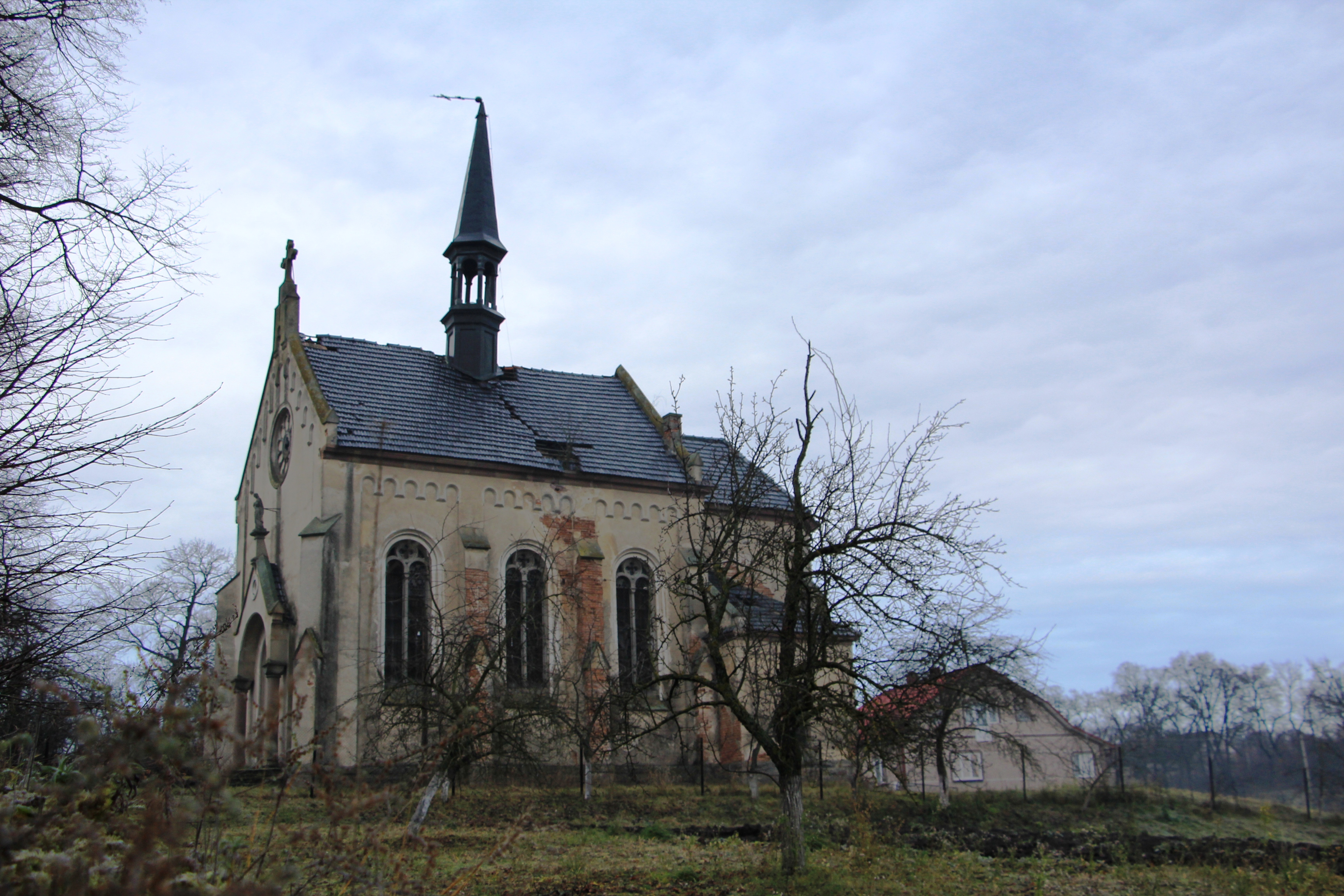
Костел 18ст.
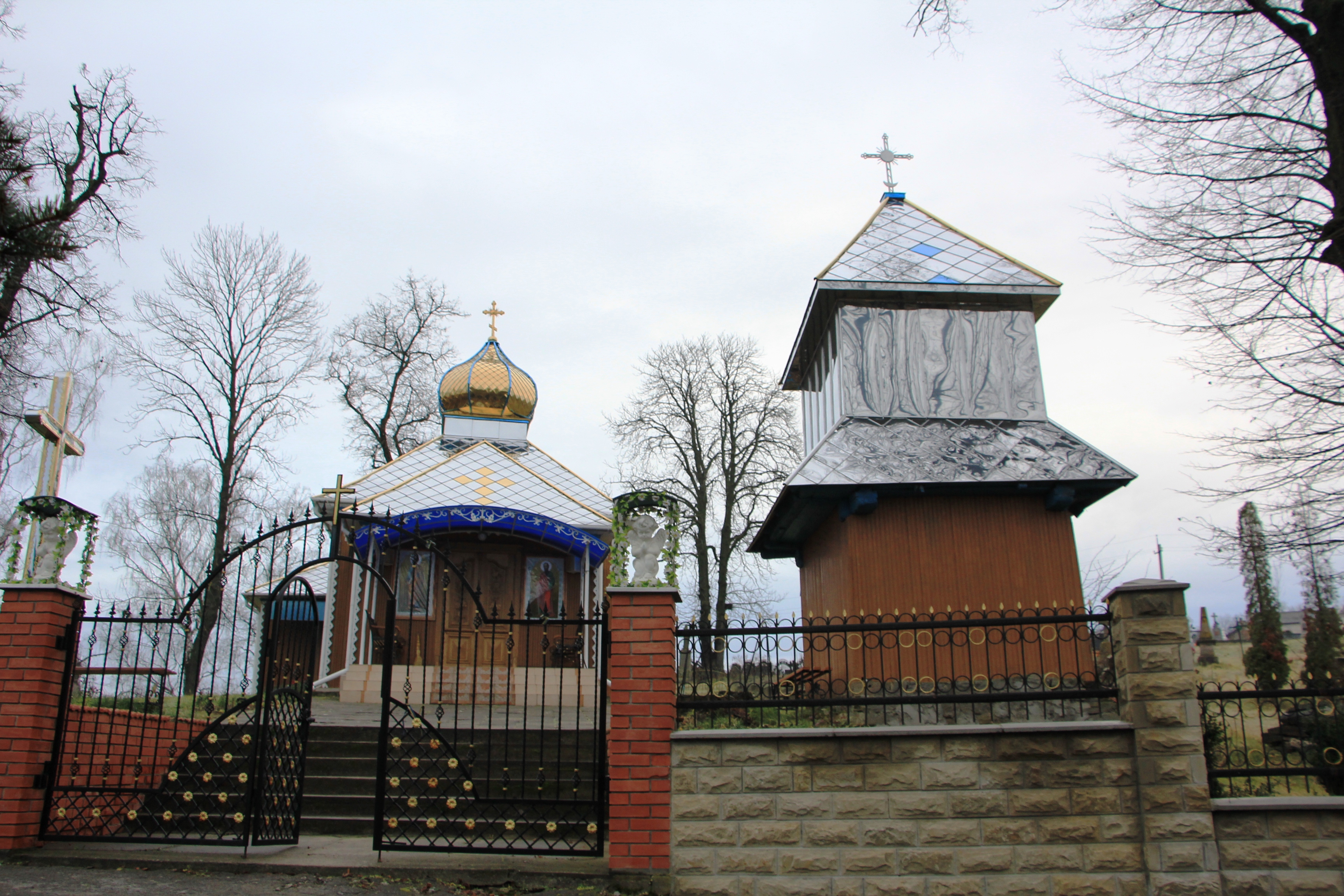
Церква Введення у Храм Діви Марії 18ст
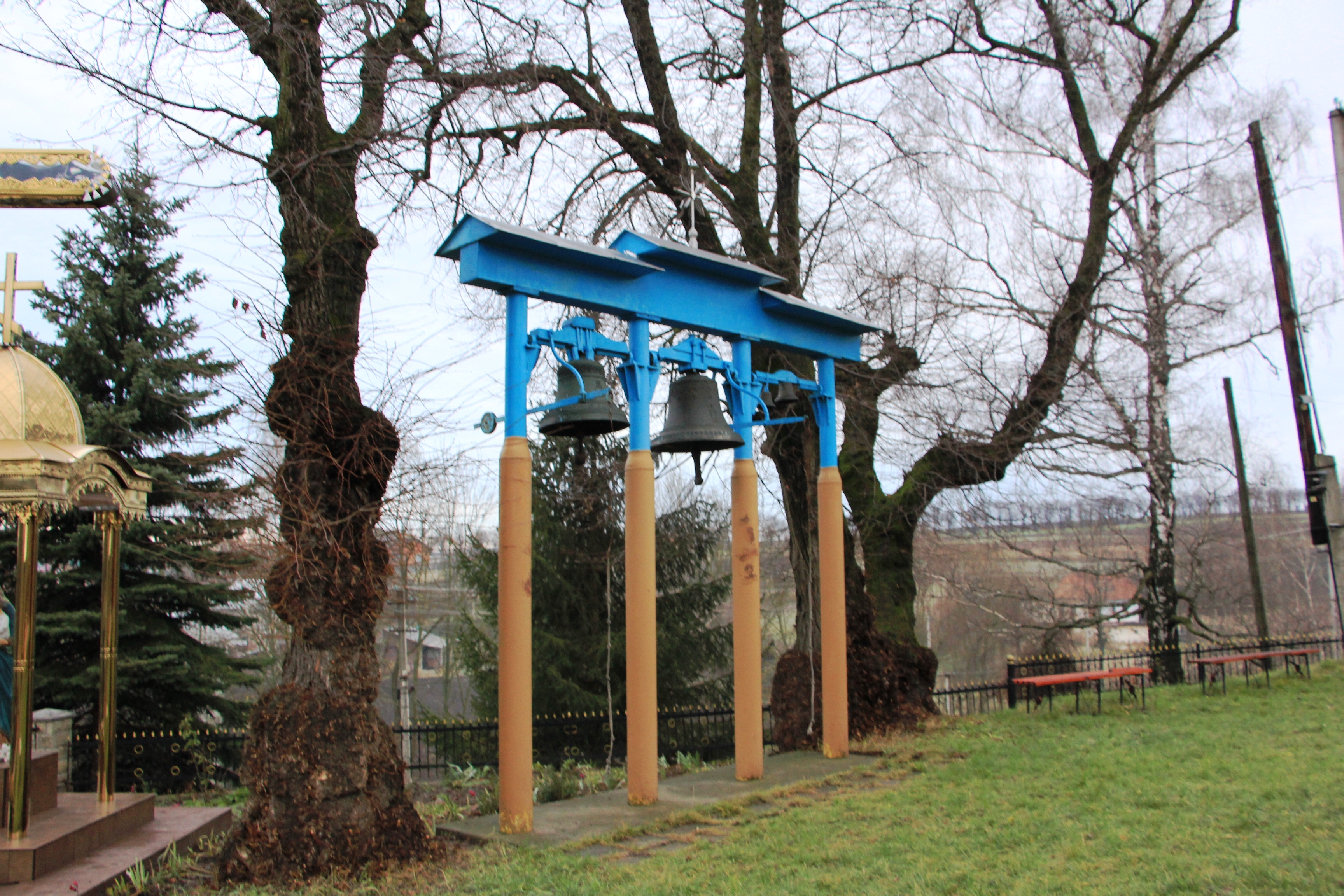
Церква Введення у Храм Діви Марії 18ст (дзвіниця)
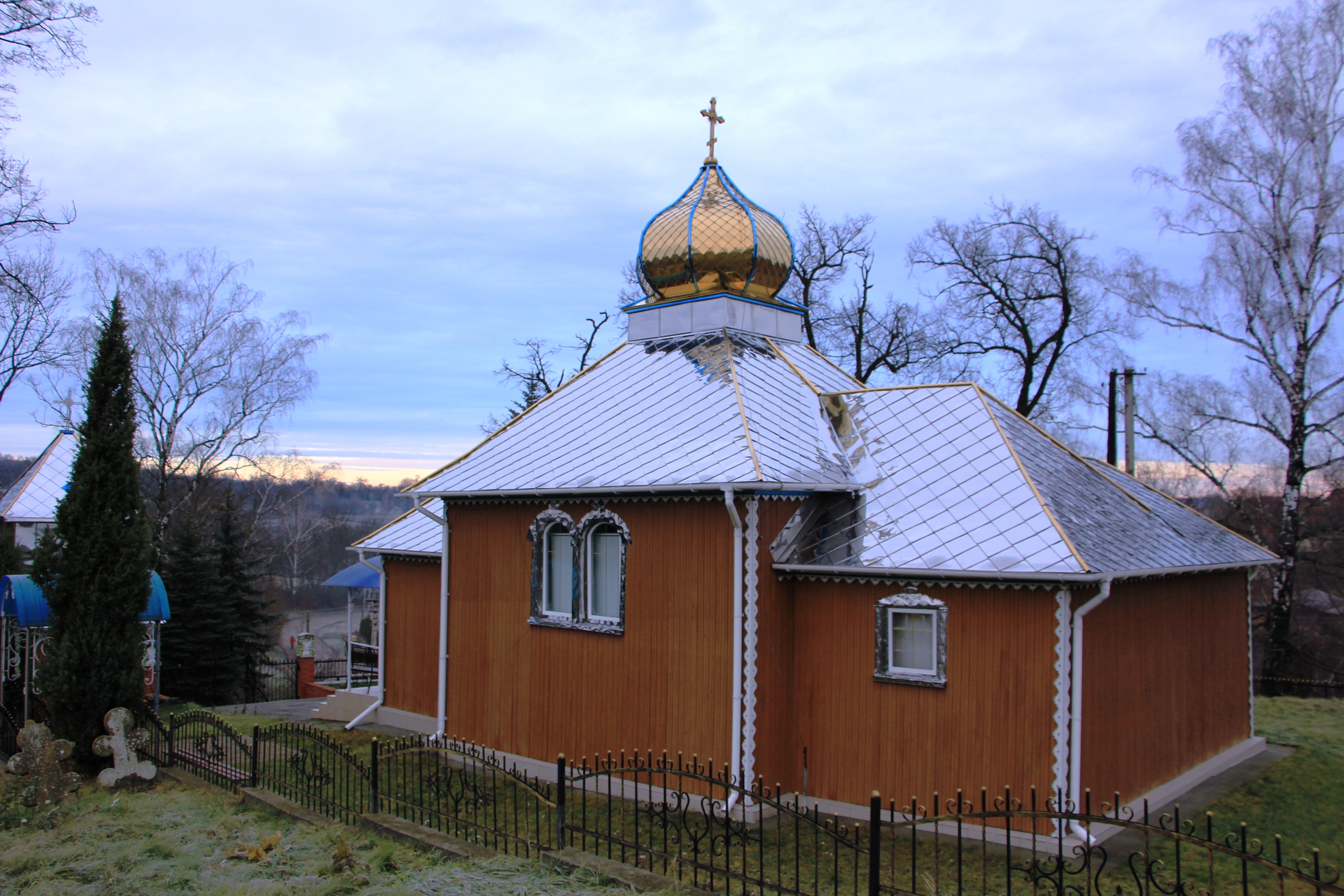
Церква Введення у Храм Діви Марії 18ст
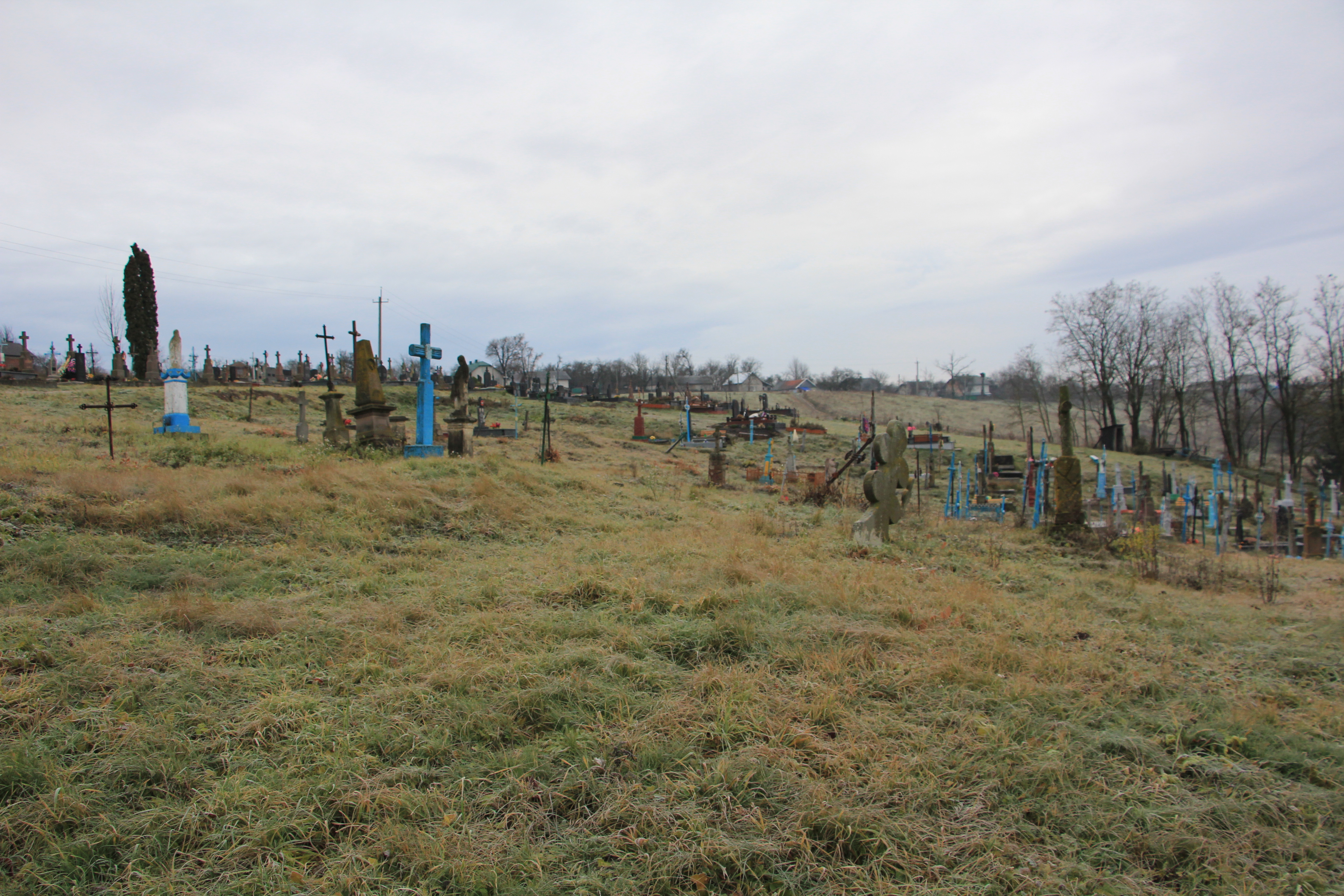
Старий цвинтар
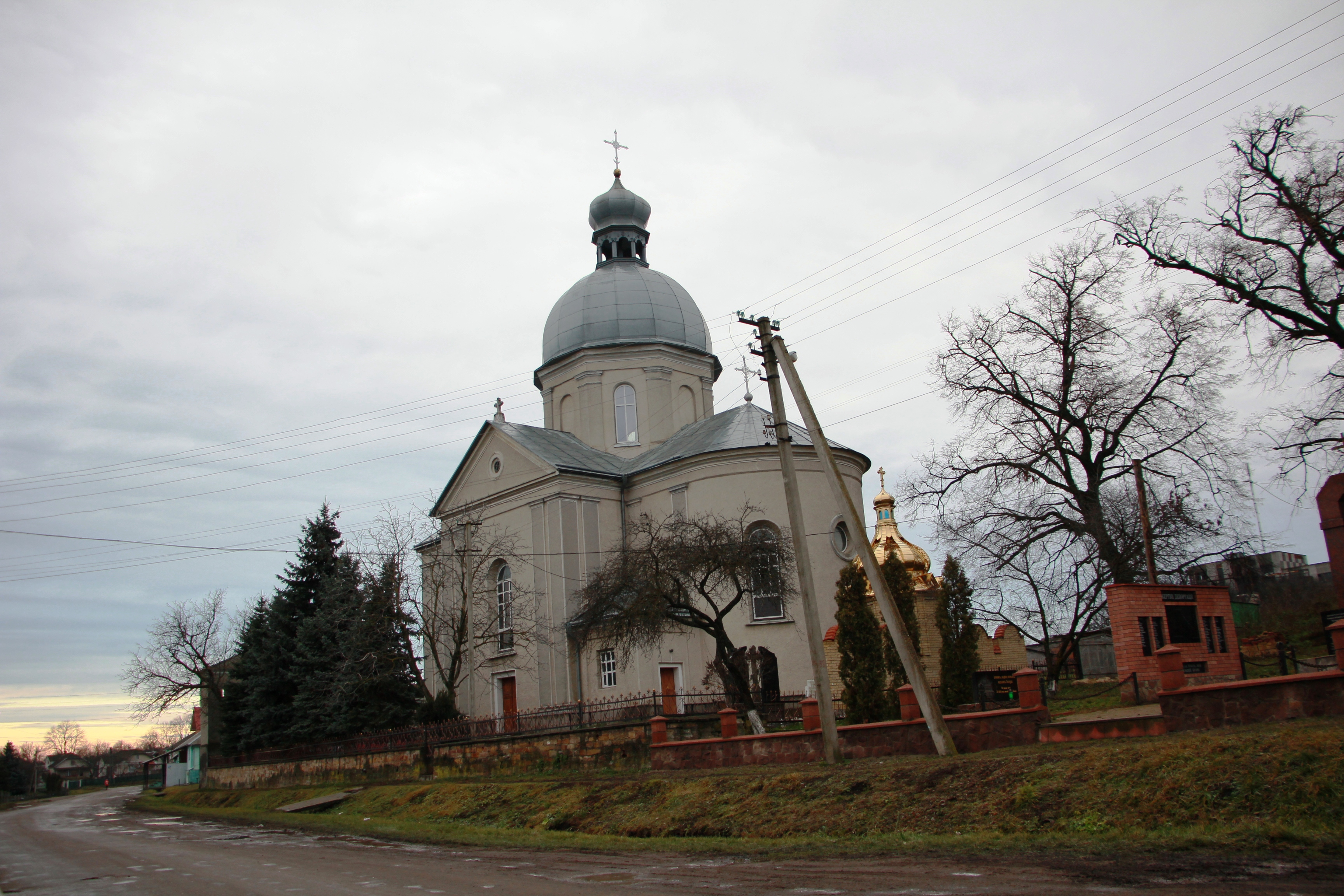
Нова мурована церква
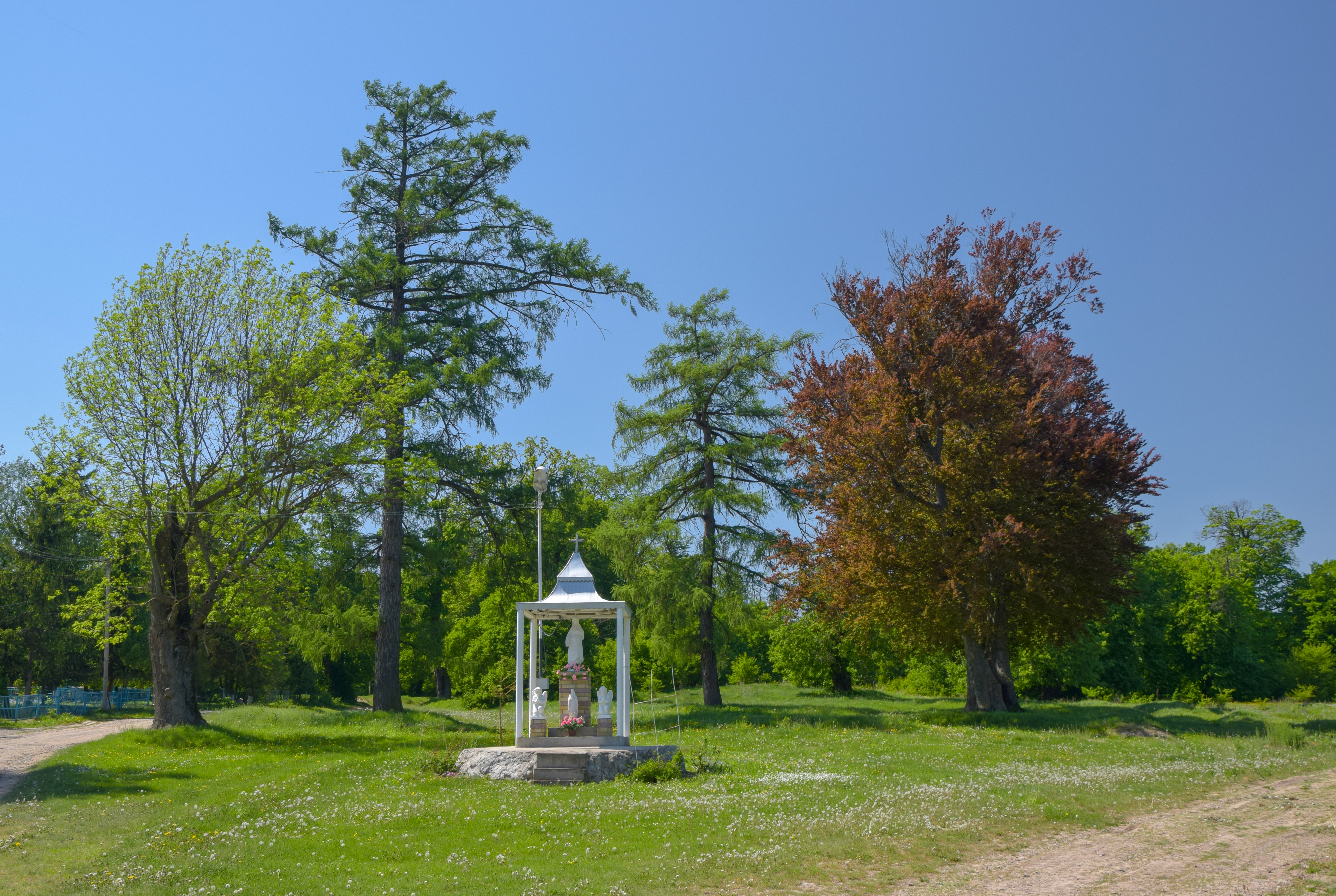
Залишки старовинного парку в с. Млиниська

## Соціальна сфера
- Дитячий садок
- ЗОШ 1 ступеня
- Бібліотека
- Будинок культури

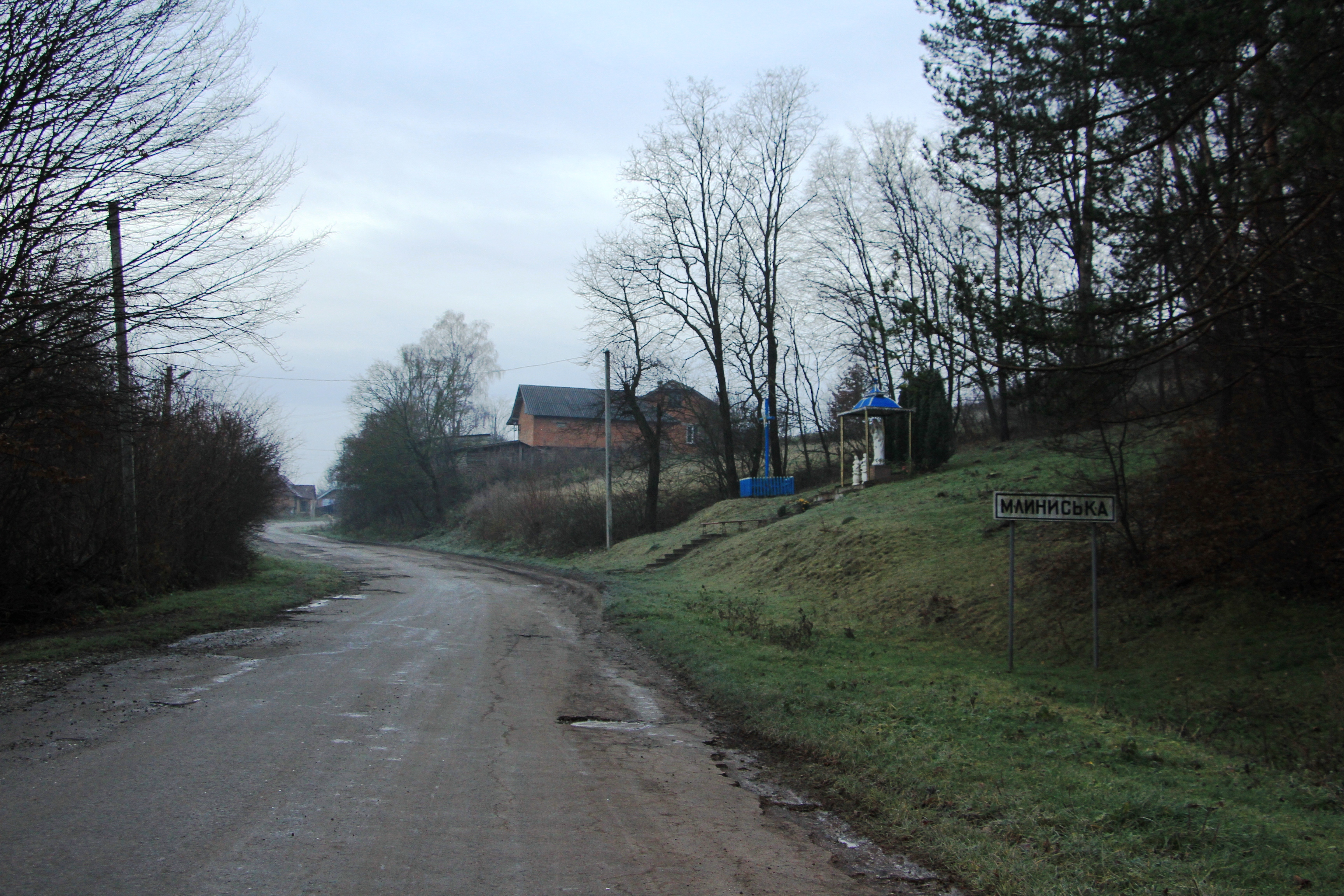
Придорожній знак на в'їзді в село
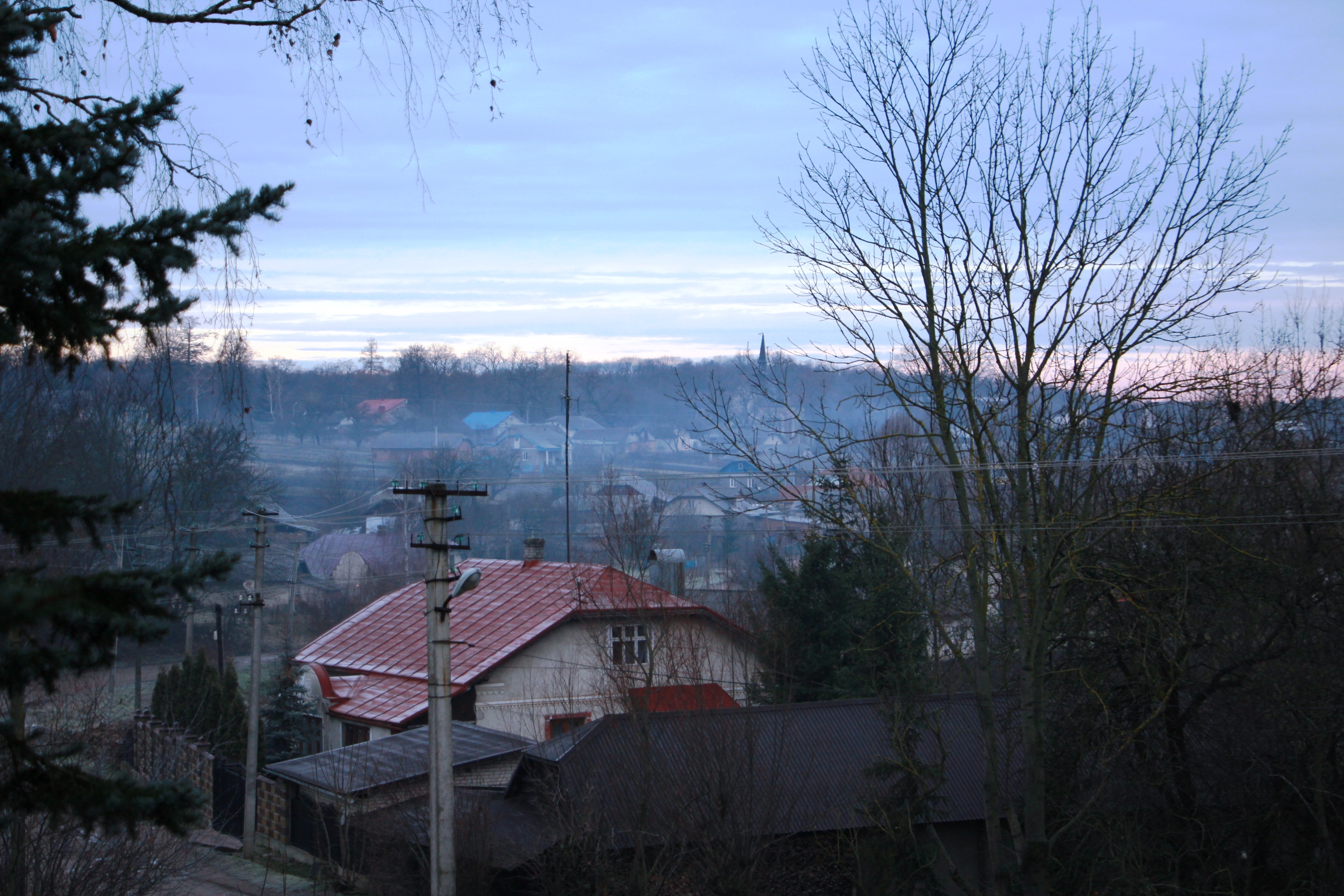
Вигляд на село з подвір'я церкви
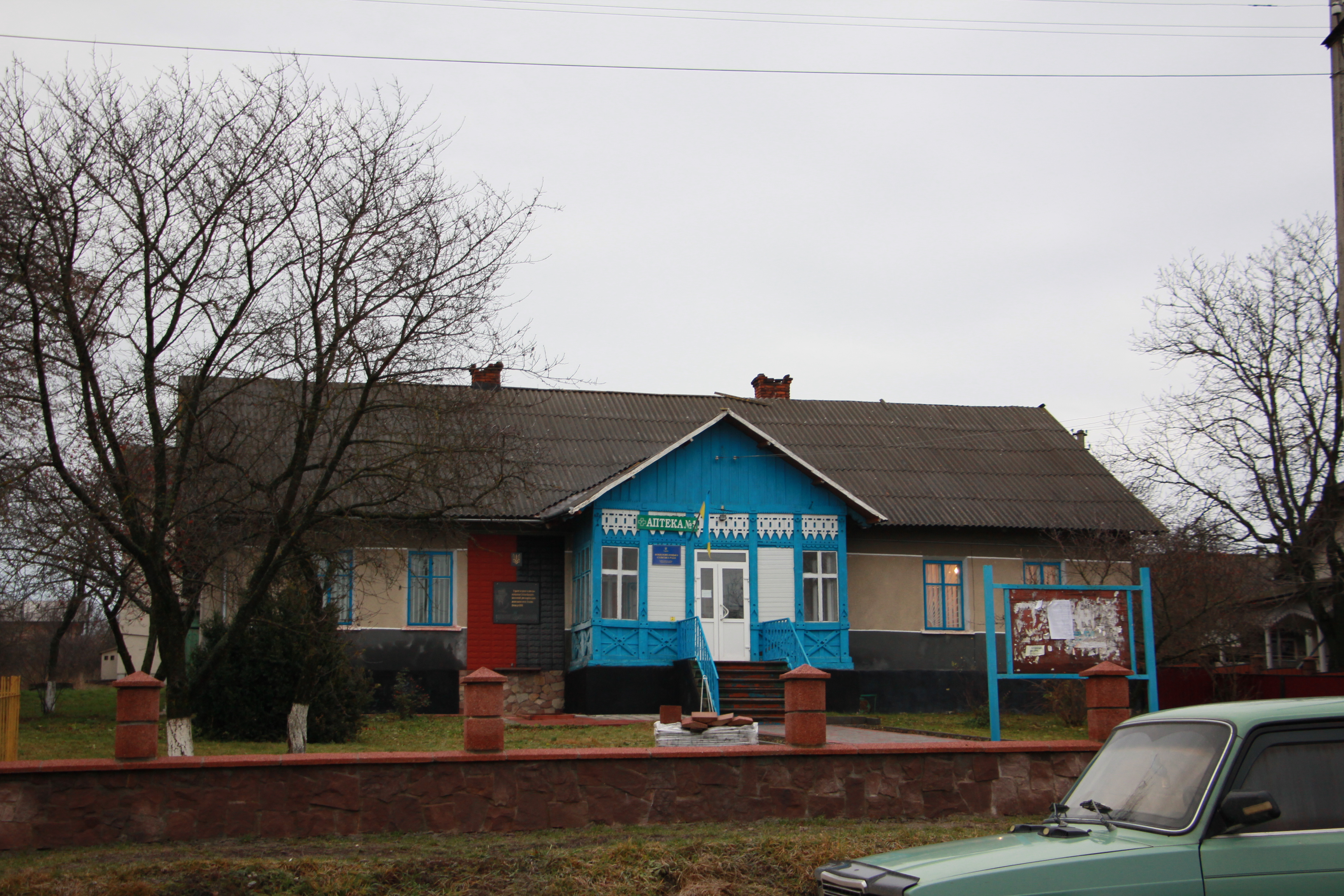
Сільська рада